# Baġrīr

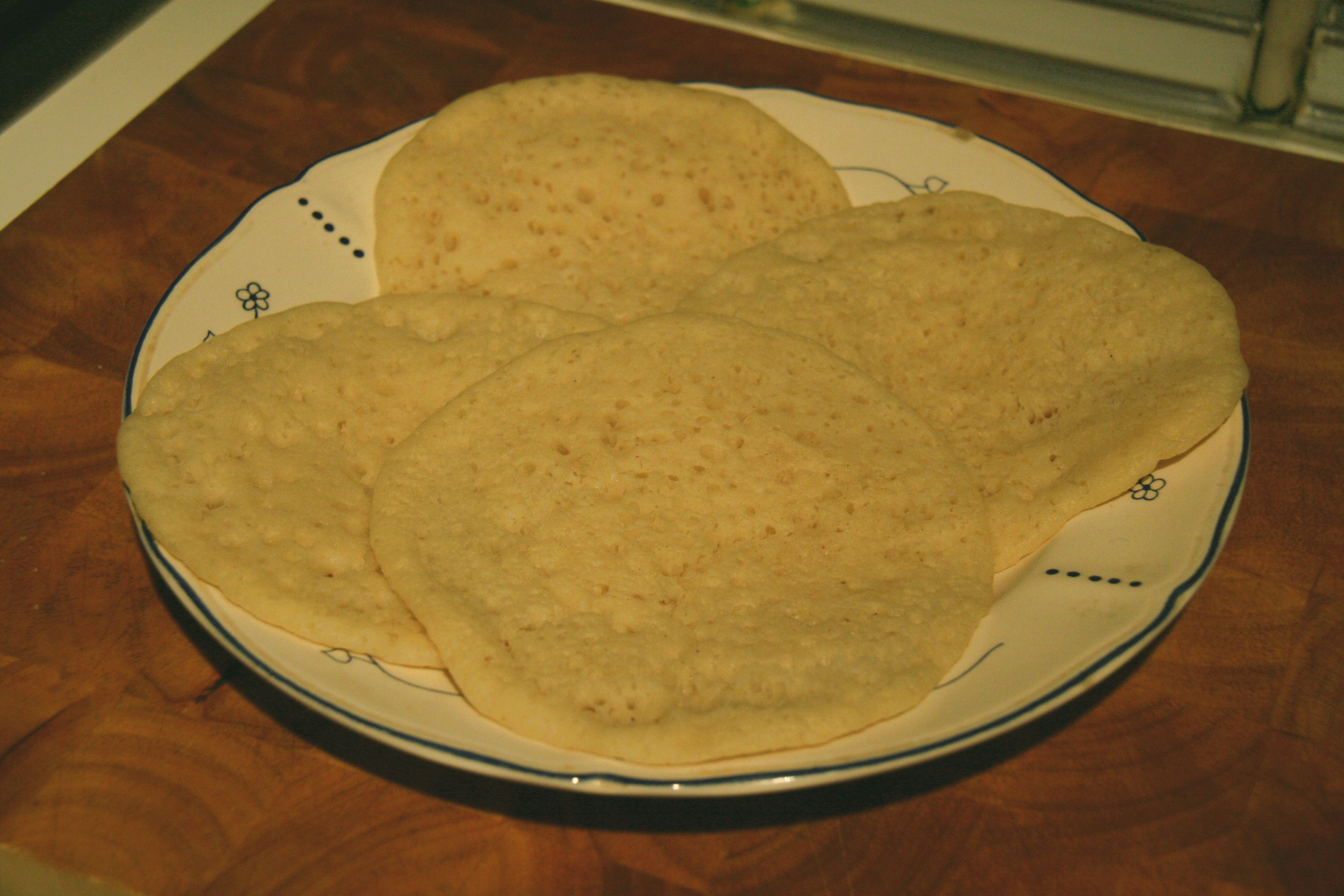
Plato con varios baġrīres.

El baġrīr (en árabe: بغرير‎) es un tipo de pan esponjoso hecho de sémola de trigo, similar al panqueque o a la crep, que se consume típicamente en el Magreb. Se suele servir caliente como desayuno con una salsa dulce de miel con mantequilla, con una pasta de almendras o bien con aceite de oliva, o simplemente miel de abeja. Los hoyos apreciables en su superficie son provocados por las burbujas durante la cocción. El baġrīr está muy presente en la zahora y el iftar, que son las comidas antes y después del ayuno en los días de Ramadán. 
El baġrīr suele elaborarse en dos etapas, una primera en la que se deja crecer la masa por el efecto de la levadura, y en la segunda se calienta las porciones de masa en una pequeña sartén.